# Фролова, Галина Ивановна
Галина Ивановна Фролова (23 ноября 1918, Брянск, Московская область — 2 октября 2001, Москва) — советская и российская актриса театра, кино и дубляжа.

## Биография
Родилась 23 ноября 1918 года в Брянске Брянской губернии и Орловской области в полноценной семье. Мать работала домохозяйкой, отец был инженером.
С 1925 года семья Фроловых переехала в Астрахань, а позже, в 1927 году начали жить в Москве, где Галина пошла учиться в среднюю школу № 29 Бауманского района. После 7 классов учёбы, Фролова поступила в политехникум связи им. В. Н. Подбельского, откуда спустя год учёбы начала обучаться на курсах по подготовке в ВУЗ.
В 1937 году Фролова поступила по конкурсу в школу киноактёров при киностудии Мосфильм, но из-за проблем со здоровьем, Фролова лишь на следующий год в 1938 году начала там обучаться. В 1939 году Фролова начала обучаться во ВГИК по причине переноса своих курсов. В 1941 году окончил институт, после чего была зачислена в штат киностудии Мосфильм. В 1959 году актёрский штат был расформирован и девушка перешла на Киностудию им М. Горького, но в 1980 году ушла на заслуженный отдых. В 1950 годах много работала в кино, в театрах и занималась дубляжом. Занималась общественной деятельностью, работала народным заседателем в суде Бабушкинского района, являлась членом цехкома на киностудии. После смерти супруга, Галина была замкнута в себе, жила одна в просторной квартире рядом с театром и имела свою большую библиотеку.

### Личная жизнь
Была замужем за Дмитрием Ивановичем Васильевым, который являлся кинорежиссёром.

### Смерть
Будучи в преклонном возрасте, артистка прочитала в одной из газет объявление, в котором человек предлагал помощь пожилым людям, где Галина откликнулась. В дальнейшем артистка подписала документы, согласно которым всё её имущество переходило к преступнику и мошеннику в руки.
При странных обстоятельствах артистка была найдена мёртвой в своей квартире в Москве 2 октября 2001 года. Урна с прахом захоронена в Колумбарии Ваганьковского кладбища.

## Творческие работы

### Фильмография
- 1939 — Минин и Пожарский (девушка)
- 1939 — Ошибка инженера Кочина
- 1940 — Бабы (член рыболовецкой бригады)
- 1940 — Суворов (крестьянка)
- 1941 — Мы ждём Вас с победой! (короткометражный) — девушка, оборонные частушки
- 1942 — Боевой киносборник «Наши девушки» (девушка Тоня, звонящая по телефону)
- 1942 — Боевой киносборник № 12 (пленная)
- 1943 — Воздушный извозчик (поклонница Светловидова)
- 1944 — Родные поля (эвакуированная из Смоленска, вторая роль — трактористка)
- 1947 — Весна (гостья Мельникова)
- 1947 — Повесть о «Неистовом» (лейтенант Кузьмина)
- 1950 — Жуковский (Верочка, сестра Жуковского)
- 1950 — Кавалер Золотой Звезды (колхозница)
- 1953 — Адмирал Ушаков (Мария Спиридоновна)
- 1954 — Анна на шее (дама в киоске)
- 1954 — Чемпион мира (певица)
- 1957 — Борец и клоун (Зелёная)
- 1958 — Над Тиссой (Маринка, подруга Терезии)
- 1959 — В нашем городе (короткометражный) — Эльвира Ивановна, соседка
- 1960 — Операция «Кобра» (Нина Ивановна Ермакова, жена капитана Ермакова, врач)
- 1961 — Казаки (казачка)
- 1963 — Именем революции (генеральша)
- 1964 — Всё для вас (жена сибиряка), (муж-сибиряк требует с актрисы в фильме пельменей три раза в неделю)
- 1965 — Чистые пруды (стрелочница)
- 1966 — На диком бреге (Глафира Павловна, мать Иннокентия Седых, жена пасечника)
- 1967—1968 — Огонь, вода и… медные трубы (ведьма)
- 1967 — Подвиг Фархада
- 1967 — Спасите утопающего (соседка)
- 1968 — Мужской разговор (мать Генки)
- 1971 — Вчера, сегодня и всегда (Мария Григорьевна)
- 1972 — Дела давно минувших дней…
- 1972 — Красно солнышко
- 1973 — И тогда я сказал — нет… (мать Нели)
- 1973 — Ткачихи (второе название — Подруги) — Ксения
- 1975 — Что с тобой происходит?
- 1977 — Предательница (учительница)
- 1976 — Рождённая революцией (жительница дачи, вдова погибшего на войне), 8-я серия
- 1977 — Трясина
- 1982 — Падение Кондора (мать Мануэля)

### Озвучивание
- 1952 — Текут мутные воды (Парагвайя)
- 1953 — Маленький мальчик потерян
- 1953 — Пока ты со мной (Мона Арендт)
- 1955 — Джорди (Хельга)
- 1955 — Кружка пива (Гизуш)
- 1955 — Тревога в горах (Кодица)
- 1956 — Кружка пива (Сильвия)
- 1956 — Новый Дон Жуан (донна Мария, роль Симоны Пари)
- 1957 — Место преступления — Берлин (подруга Вальтера, роль Сони Зуттер)
- 1958 — Железный цветок (Вероника, роль Маньи Кишш)
- 1958 — За длинной стеной
- 1958 — Человек в коротких штанишках
- 1959 — Адам хочет быть человеком (блондинка)
- 1959 — Тайны шифра
- 1960 — Ключ к тайне (Ван Маньли)
- 1960 — Мать Иоанна от ангелов (Антося)
- 1960 — Мой школьный друг (госпожа Кюн)
- 1960 — Мужчина в нашем доме (Тахия)
- 1961 — Птичка-невеличка
- 1961 — Рассказы о Революции
- 1962 — Ограбление почтового поезда (Зулмира)
- 1962 — Тудор (госпожа Шуцу, роль Ольги Тудораке)
- 1962 — Убить пересмешника (Кэлпурния, роль Эстелль Эванс)

## Оценочные мнения
Галина Фролова обладала несомненным талантом и прекрасными внешними данными, позволяющими ей играть роли героинь и роковых красавиц в костюмных фильмах. 
— киновед Алексей Тремасов